# 21257 Jižní Čechy
21257 Jižní Čechy là một tiểu hành tinh vành đai chính với chu kỳ quỹ đạo là 1848.2459658 ngày (5.06 năm).
Nó được phát hiện ngày 26 tháng 2 năm 1996. Nó được đặt theo tên South Bohemia, a region thuộc Cộng hòa Séc.